# Sven Fagerlind
Sven-Gustav Fagerlind, född 12 februari 1918 i Solna församling i Stockholms län, död 2 januari 2008 i Lidingö församling i Stockholms län, var en svensk ingenjör.
Fagerlind tog studentexamen vid Högre allmänna läroverket å Östermalm i Stockholm 1936 och civilingenjörsexamen vid Institutionen för elektroteknik på Kungliga Tekniska Högskolan i Stockholm 1942. Han tjänstgjorde 1942–1969 vid Svenska Radioaktiebolaget: som radiokonstruktör 1942–1946 och chef för Radarsektionen 1947–1969 med titeln överingenjör från 1959 och teknisk direktör från 1964. Han studerade radarteknik vid Marconi College i Storbritannien 1947–1948. Från 1969 var han verksam vid L M Ericsson: som chef för Försvarsmaterieldivisionen 1969–1983 och som chef för affärsområdet Försvarsprodukter från 1983 till sin pensionering, tillika från 1977 ledamot av koncernledningen.
I en nekrolog berättas om Fagerlind: ”Under 50-talet började flygvapnet utveckla ett nytt stridsledningssystem, Stril-60, där Marconi vann anbudsstriden som huvudleverantör till de nya luftförsvarscentralerna. Företaget hade nära relationer till LM Ericsson och Svenska Radio [Svenska Radioaktiebolaget] och på det sättet blev Sven Fagerlind en av huvudpersonerna i samarbetet mellan Marconi och Flygvapnet. Arbetet bedrevs både i Sverige och i England och i mycket nära kontakt mellan leverantör och kund. En ledande representant för kundsidan var [...] Sven-Olof Olson som var starkt drivande i utvecklingen av Stril-60-systemet. Fagerlinds nära kontakter med försvaret fortsatte sedan under hans många år på LM Ericsson.”
Sven Fagerlind invaldes 1977 som ledamot av Kungliga Krigsvetenskapsakademien och 1981 som ledamot av Kungliga Örlogsmannasällskapet.